# Aage Hastrup
Aage Hastrup, né le 22 novembre 1919 à Copenhague (Danemark) et mort le 16 novembre 1993, est un homme politique danois membre du Parti populaire conservateur (KF), ministre et député au Parlement (le Folketing).